# 千種家
千種家（ちぐさけ / ちくさけ）は、村上源氏久我流岩倉家庶流にあたる公家・華族。公家としての家格は羽林家、華族としての家格は子爵家。
江戸時代に岩倉家の分家として誕生した家だが、南北朝時代には六条家から分家した千種家も存在した（別系を参照のこと）。

## 歴史

### 公家
久我晴通の四男岩倉具尭の四男有能を家祖とする。後述の南北朝時代の六条家分家の千種家を再興するという形で千種を家名とした。家格は羽林家、新家、内々。一条家の家礼。江戸時代の所領の表高は本家岩倉家と同じ150石。家業は有職故実・和歌。菩提所は黒谷上雲院。
家祖有能の従姉･久我俊子（名は岡、のち新大納言局）は初め六条有広に嫁し、早世した実子有清の嗣として有能を六条家に迎えようとしたが、これが叶わなかったため、有広と離別した俊子が東福門院に願い出たところ、女院の執奏に基づき、有能は久我通前の猶子として新家を創設した。有能は正二位・権大納言に昇り、以後はこれを先途とする。有能・有維・有政は議奏や武家伝奏を務め、朝廷の重職を担った。有功は書画に堪能で、堂上歌壇における新風の歌人としても有名である。

### 華族
幕末から明治初期の当主有文は公武合体派の公家として和宮降嫁の実現に尽力したため、尊皇攘夷派に弾劾されて文久2年（1862年）に辞官・落飾したが、王政復古の際に赦免されて還俗し、明治新政府に出仕している。その子で明治2年に家督した有任は維新前後に活躍し、その娘任子は明治天皇に仕えて二皇女を生んだ。
明治2年6月17日の行政官達で旧公家と旧大名家が華族として統合されると千種家も旧公家として華族に列した。
維新後に定められた千種家の家禄は、現米で150石。明治9年（1876年）の金禄公債証書発行条例に基づき、家禄と引き換えに支給された金禄公債の額は、1万2978円70銭5厘（華族受給者中312位）。
明治前期の有任の住居は東京府麹町区宝田町にあり、当時の有任は群馬県御用掛を務めていた。
明治17年（1884年）7月7日の華族令施行で華族が五爵制になったのに伴い、同月8日に大納言直任の例がない旧堂上家として有任が子爵を授けられる。2代子爵有梁は貴族院の子爵議員に当選して務めた。3代子爵有秀は宮内省の官僚だった。有秀の代の昭和前期に千種子爵家の邸宅は東京市麹町区五番町にあった。

## 歴代当主
1. 千種有能（1615年 - 1687年）
2. 千種有維（1638年 - 1693年）
3. 千種有敬（1687年 - 1738年）
4. 千種有補（1717年 - 1762年）
5. 千種有政（1743年 - 1812年）
6. 千種有条（1763年 - 1813年）
7. 千種有秀（1793年 - 1807年）
8. 千種有功（1796年 - 1854年）
9. 千種有名（1815年 - 1833年）
10. 千種有文（1818年 - 1869年）
11. 千種有顕（1829年 - 1846年）
12. 千種有任（1836年 - 1892年）
13. 千種有梁（1858年 - 1906年）
14. 千種有秀（1903年 - 1969年）
15. 千種有博（1946年 - ）
16. 千種有綱（1972年 - ）

## 別系
村上源氏久我流六条庶流。六条有忠の子忠顕を家祖とする。北勢四十八家の首班千種氏はこの末裔と伝えられるが、系譜は定かでない。